# Авнарий
Авнарий (Аунарий, Авнахар, Онер; лат. Aunarius, Aunacharius, фр. Aunaire; умер в 600-е годы, Осер) — епископ Осера (561 или первая половина 570-х годов — первая половина 600-х годов); почитаемый в Католической церкви святой (день памяти — 25 сентября).
Авнарий — один из наиболее выдающихся иерархов Франкского государства второй половины VI — начала VII века. Был известен не только у себя на родине, но и при Святом Престоле.
В средневековых исторических источниках Авнарий описывается как епископ, неустанно радевший о благосостоянии своей епархии: строивший христианские храмы и основывавший монастыри, опекавший бедных и обездоленных.
В современных Авнарию документах упоминается о значительном вкладе, внесённом осерским епископом в раннесредневековую агиография: по его инициативе были написаны два жития и составлена окончательная редакция позднеантичного собрания жизнеописаний святых. Авнарий известен как иерарх, заботившийся о популяризации христианского богослужения среди жителей Осерской епархии и активно боровшийся с остатками язычества. В источниках также сообщается о деятельности Авнария в области церковного права.

## Биография

### Исторические источники
Основными средневековыми нарративными источниками, повествующими об Авнарии, являются его житие, написанное в начале VII века уже вскоре после смерти епископа, и составленные в IX веке на основании более ранних документов «Деяния епископов Осерских». Хотя эти сочинения большей частью повторяют и дополняют друг друга, в них присутствуют также и противоречивые свидетельства. Это не позволяет современным историкам прийти к единому мнению по некоторым важным фактам биографии Авнария (в первую очередь, по вопросу о времени занятия им епископской кафедры).
Также сохранились несколько современных Авнарию документов, в том числе, послания к нему папы римского Пелагия II, а также письмо епископа Осера к аббату Стефану и ответ на него. Два последних послания опубликованы в «Patrologia Latina». Авнарий как один из наиболее выдающихся иерархов Франкского государства второй половины VI — начала VII века упоминается и в «Истории франков» Аймоина из Флёри.

### Ранние годы
Дата рождения Авнария не известна. По сведениям из «Деяний епископов Осерских», будущий святой родился в знатной семье, владевшей землями вблизи Орлеана. Его отца звали Пастор, мать — Рагноарой. Братом Авнария был епископ Орлеана Австрин, а сестрой — Австрегильда, мать архиепископа Лупа Сансского. По мнению историка Кристиана Сеттипани, дедом Авнария по материнской линии мог быть король камбрейских франков Рагнахар.
Стараниями своих родителей Авнарий ещё юношей был определён в придворные правителя Бургундии Гунтрамна. Проведя несколько лет при королевском дворе, Авнарий стал тяготиться службой светскому владыке. Желая связать свою жизнь со службой Богу, никого не поставив в известность, он тайно покинул королевский двор и приехал в находившееся в Туре аббатство Мармутье. Здесь у могилы святого Мартина Турского Авнарий принял духовный сан. Церемонию пострижения провёл епископ Отёна Сиагрий, ставший наставником и покровителем Авнария.

### Епископ Осера

#### Избрание епископом
Некоторое время спустя, благодаря ходатайству Сиагрия Отёнского, Авнарий был избран главой Осерской епархии. На местной кафедре он стал преемником скончавшегося епископа Этерия. В средневековых исторических источниках повествуется, что Авнарий был избран с единодушного согласия жителей и духовенства Осера. По данным «Мартиролога Иеронима», церемония интронизации нового епископа состоялась 31 июля, в день памяти святого Германа Осерского.
Год избрания Авнария на епископскую кафедру точно не известен. Согласно упоминанию в «Мартирологе Иеронима» сорока четырёх лет управления Авнарием Осерской епархией, восшествие нового епископа на кафедру датируется 561 годом. Однако в «Деяниях епископов Осерских» сообщается о том, что Авнарий был главой епархии тридцать лет, один месяц и двадцать три дня. Это позволяет датировать его избрание осерским епископом 571—573 годами. Историки отмечают, что в пользу более поздней даты избрания Авнария на кафедру Осера свидетельствуют данные о правлении Гунтрамна, взошедшего на престол в 561 году, а также известия о том, что Сиагрий Отёнский получил епископский сан между 560 и 567 годом. Достоверно известно только то, что Авнарий уже был епископом в 573 году, когда он впервые упоминается в современных ему документах.

#### Заботы об укреплении христианства в Осерской епархии

Церковь Франкского государства при Меровингах

Церковные предания ставят в заслугу Авнарию его великое благочестие и милосердие, а также неустанную помощь бедным и обездоленным. В житии епископа он описан как человек «с лицом, подобным лику ангела, красноречивый и легко доступный».
Желая укрепить христианскую веру среди жителей своей епархии, Авнарий повелел читать в подчинявшихся его епископской власти церквях ежедневные литании, а в первый день каждого месяца в храмах больших городов и в монастырях проводить торжественные богослужения, посвящённые наиболее почитаемым в то время в его епархии святым. Этот литургический календарь, известный под названием «Institutiones de Rogationibus et Vigiliis», был составлен, по одним данным, в 587—589 годах, а по другим — в 592 году. Его авторство приписывается лично епископу Авнарию. Этот документ, упоминающий службы в честь тридцати двух святых, дошёл до нашего времени в составе «Деяний епископов Осерских». Авнарий также предписал регулярно проводить в литургические часы раздельные богослужения для монахов и каноников.
Среди тех, кто был посвящён в духовный сан епископом Осера, упоминаются Австрегизил, во времена Авнария субдиакон, позднее ставший архиепископом Буржа, и святой Валерий Лёконеский, основатель и первый настоятель аббатства в Сен-Валери-сюр-Соме. Средневековые авторы писали, что эти лица по своей инициативе приезжали в Осер, чтобы получить посвящение от столь известного своим благочестием человека, каким был Авнарий.
Авнарию приписывается основание нескольких монастырей, в том числе, в селении Касси-ле-Буас. Около 580 года епископ повелел составить перечень всех приходов Осерской епархии. В этом списке упомянуты тридцать семь селений, имевшие приходские церкви. Для многих из них (например, для Шамплеми, Шатонеф-Валь-де-Баржи, Вельмане и других) данный документ — первый исторический источник, сообщающий о существовании этих населённых пунктов.
По просьбе Авнария неким Стефаном Африканом были написаны жития двух ранних осерских епископов, святых Аматора и Германа. Первое из этих житий — оригинальное прозаическое сочинение, второе — стихотворное переложение составленного ранее лионским священником Констанцием жизнеописания святого Германа.
Также в «Мартирологе Иеронима» упоминается о том, что по повелению Авнария была составлена новая редакция этого сочинения. Предполагается, что это могло быть сделано около 600 года (возможно, в 592 году). Экземпляр мартиролога, сделанный по приказу епископа Осера, стал протографом для всех позднейших рукописей этого исторического источника. Об Авнарии как лице, во времена которого текст «Мартиролога Иеронима» обрёл свой окончательный вид, упоминается и в «Римском мартирологе».

#### Переписка с папой римским Пелагием II
Епископ Авнарий был адресатом двух писем папы римского Пелагия II.
В первом из посланий, датированном 5 октября 580 года, папа обращался к Авнарию как к прелату, имевшему большое влияние на правителей Франкского государства. В послании Пелагий II выражал сожаление по поводу того, что епископ Осера не смог из-за войны в Италии лично прибыть в Рим. Папа писал, что он послал во Франкию для Авнария мощи святых, о которых просил епископ. В ответ Пелагий II просил Авнария оказать содействие в принуждении франкских королей к войне против лангобардов, врагов папы римского. Папа писал епископу Осера о множестве италийцев, погибших от рук «идолопоклонников», о разграблении христианских храмов и других притеснениях, творимых лангобардами. Франков же в послании понтифик называл «божественно назначенными соседями и помощниками [в освобождении] как этого города [Рима], так и всей Италии». Неизвестно, предпринял ли епископ Осера какие-нибудь меры в ответ на просьбу папы, но начиная с 584 года король Австразии Хильдеберт II организовал несколько походов в Италию.
Второе послание, отправленное Пелагием II из Рима в 585—587 годах, было ответом на полученное ранее письмо Авнария, в котором осерский епископ сообщал папе о мерах, предпринимаемых им для укрепления христианской веры среди своих прихожан, а также о строительстве множества новых храмов. В ответном послании Пелагий II очень высоко оценивал деятельность Авнария на епископском поприще. Особой похвалы понтифика удостоились усилия епископа Осера в строительстве новых церквей и забота о создании жизнеописаний святых. Среди прочего, в письме папа римский выражал франкскому епископу личные пожелания в дальнейшем процветании Осерской епархии, руководимой таким выдающимся иерархом, как Авнарий.

#### Участие в церковных соборах
Авнарий принимал активное участие в церковной жизни Франкского государства. Известно, что он присутствовал на трёх синодах, состоявшихся в 570—580-х годах: на Четвёртом Парижском соборе 573 года и на Первом и Втором Маконском соборах 581/583 и 585 годов. На Парижском соборе, созванном по инициативе бургундского короля Гунтрамна и с согласия короля Австразии Сигиберта I, обсуждались пути прекращения междоусобий между правителями Франкского государства. На Первом Маконском соборе были рассмотрены как вопросы церковной жизни, так и проблемы взаимоотношений франкского духовенства со светскими властями государства. Во Втором Маконском соборе, инициатором которого был король Гунтрамн, участвовали сорок три епископа, а также значительное число прелатов, возможно, представлявшие не только франкские епархии, но и епископства, находившиеся на территории Вестготского королевства. Основными темами собрания были вопросы укрепления церковной дисциплины и выработка норм взаимоотношений церкви и государства.
Также известно, что и сам Авнарий созвал в Осере епархиальный синод, в котором участвовали семь аббатов, тридцать четыре священников и три диакона. Дата проведения этого собора точно не установлена: по разным мнениям, он мог состояться в 578 году, в 583 или 585 годах, или даже несколько позднее. В пользу более поздних дат свидетельствует совпадение ряда решений Осерского собора с постановлениями Второго Маконского собора. Предполагается, что среди целей Осерского собора было, в том числе, и подтверждение решений собора в Маконе. Также на созванном Авнарием собрании обсуждались вопросы соблюдения церковных законов и меры по искоренению остатков языческих верований среди жителей Бургундии. По инициативе осерского епископа участники собора приняли сорок пять канонов, направленных на укрепление церковной дисциплины в королевстве, регулировавших вопросы брака, а также возлагавших на священнослужителей обязанность борьбы с суевериями. Созванный Авнарием синод — единственный из епархиальных синодов меровингской эпохи, акты которого дошли до нашего времени.
В 589 году епископ Авнарий вместе с другими франкскими иерархами участвовал в разрешении конфликта, возникшего в монастыре Святого Креста в Пуатье. Причиной конфликта стало желание одной из монахинь, Клотильды, дочери короля Хариберта I, сместить аббатису Левбоверу и самой стать настоятельницей. Эти разногласия, сопровождавшиеся даже вооружёнными столкновениями между сторонниками двух женщин, быстро привели к упадку нравов в обители. В качестве третейских судей в ссоре выступили несколько франкских епископов. В «Истории франков» Григория Турского приводится текст епископского послания с увещеваниями к участникам конфликта. Среди подписавших документ упоминается и епископ Авнарий. Окончательно конфликт был урегулирован в 590 году: Левбоверда сохранила сан аббатисы, а Клотильда получила право покинуть монастырь и жить в подаренном ей королевой Брунгильдой поместье.
В ещё одном сочинении Григория Турского — «Чудесах святого Мартина» — упоминается о присутствии епископа Авнария Осерского на праздновании дня памяти святого Мартина, состоявшемся в Туре 11 ноября 589 года. Из свидетельств средневековых авторов современные историки делают вывод о дружбе Авнария и Григория Турского.

### Смерть и посмертное почитание
Епископ Авнарий скончался в начале VII века. Дата этого события точно не установлена: историки считают, что это могло произойти в 601, в 603, в 604 или в 605 году. Согласно «Мартирологу Иеронима», Авнарий умер 25 сентября и был похоронен в осерской церкви Святого Германа. По свидетельству «Деяний епископов Осерских», в своём завещании Авнарий повелел передать некоторые из принадлежавших ему земельных владений двум церквям, Святого Стефана и Святого Германа. Преемником Авнария на осерской кафедре стал святой Дезидерий (Дидье).
Останки Авнария в 859 году были торжественно перенесены в крипту церкви Святого Германа. В 1567 году часть из них была уничтожена гугенотами, вскрывшими захоронения осерских епископов. Однако часть мощей, спрятанная в одну из колонн крипты, сохранилась до наших дней.
Почитание Авнария как святого в Осерской епархии началось вскоре после его смерти. Об этом свидетельствует житие епископа, написанное в начале VII века. В этом сочинении, созданном анонимным автором, сообщается о многочисленных чудесах, явленных как при жизни, так и после смерти Авнария. Среди таких деяний святого епископа упоминаются излечения безнадёжных больных и успешное исцеление одержимых. О почитании Авнария в Осерской епархии в Раннее Средневековье сообщается и в «Мартирологе Иеронима», в котором богослужения в память епископа датированы 31 июля.
В настоящее время Авнарий в лике святого почитается всей Католической церковью. Об этом упоминается в «Римском мартирологе». День памяти Авнария отмечается 25 сентября.